# Kirche Schafhausen (Erbenhausen)

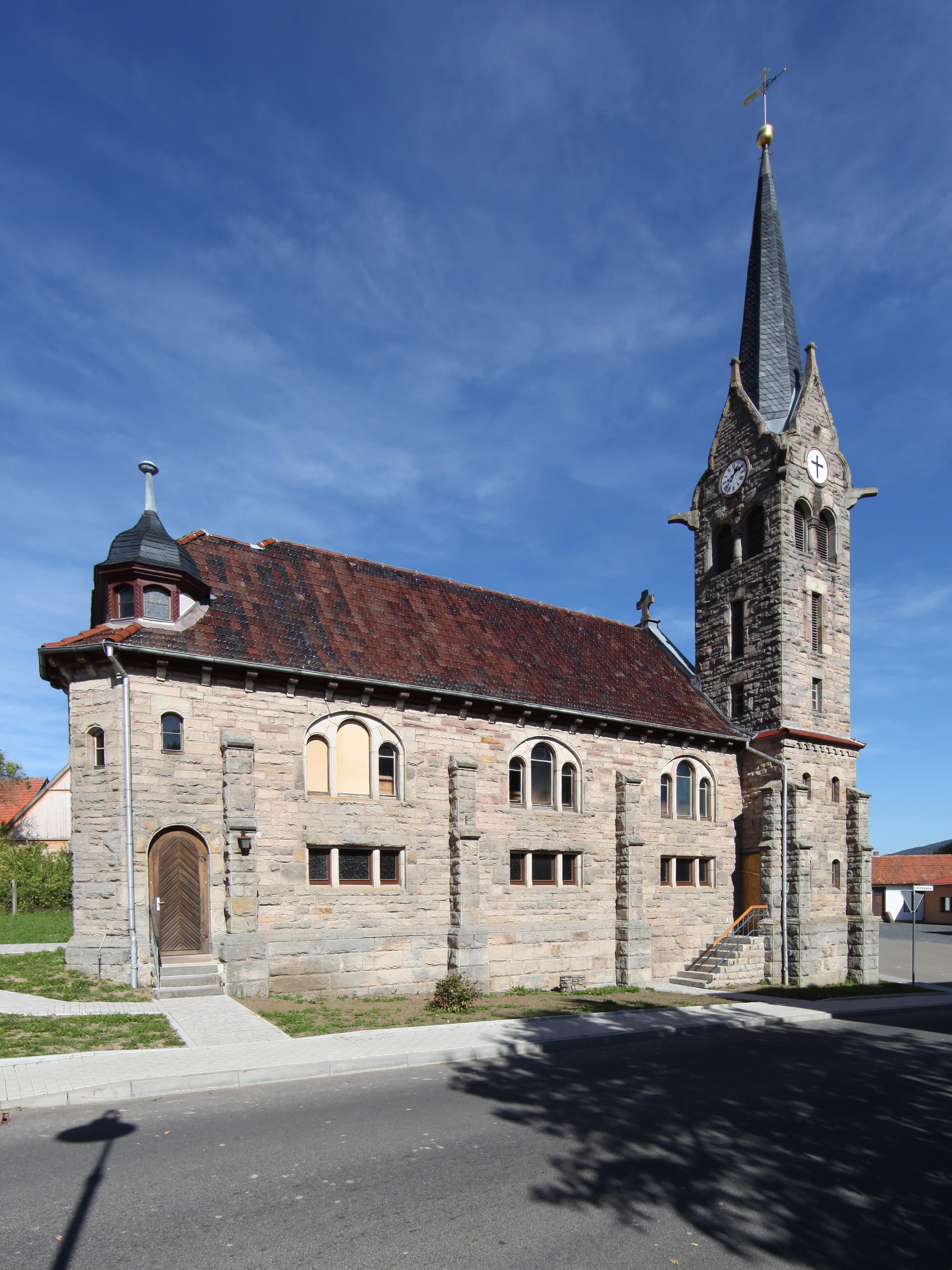
Kirche Schafhausen (Erbenhausen)

Die evangelisch-lutherische, denkmalgeschützte Kirche steht in Schafhausen, einem Ortsteil von Erbenhausen im Landkreis Schmalkalden-Meiningen in Thüringen. Die Kirchengemeinde Schafhausen gehört zum Pfarrbereich Stepfershausen im Kirchenkreis Meiningen der Evangelischen Kirche in Mitteldeutschland.

## Beschreibung
Die stattliche Saalkirche wurde 1901–1902 nach einem Entwurf von Karl Behlert im neugotischen Baustil erbaut. 1898 hatte ein Großbrand den Vorgängerbau zerstört, der anstelle der ersten Kirche errichtet wurde, die 1634 im Dreißigjährigen Krieg mit dem gesamten Dorf vernichtet wurde. Der Kirchturm wird von einem achtseitigen, spitzen Helm bedeckt, der von vier steinernen Giebeln gerahmt wird. Der Turm steht an der Südostecke des Langhauses, dessen untere Geschosse wie auch das Langhaus selbst durch Strebepfeiler gestützt werden.
Der Innenraum wird mit seiner Empore von einem Tonnengewölbe überspannt. Die Orgel steht auf der Westempore. Den Chor prägen drei Bleiglasfenster. Das mittlere Fenster zeigt den einladenden Jesus Christus. Auf den anderen Fenstern ist links das Gotteslamm mit Siegesfahne, rechts ein Abendmahlskelch dargestellt.